# یاسمین ایلرز
یاسمین ایلرز (به انگلیسی: Yassmin Alers) بازیگر فیلم و تئاتر آمریکایی است.

## زندگی
ایلرز در هارلم اسپانیایی در نیویورک به عنوان فرزند وسط یک خانواده 7 نفره به دنیا آمد. او دارای لیسانس علوم روانشناسی است او رهبر تیم رقص و بازیگر ذخیره تئاتر اجاره جاناتان لارسون در برادوی بود. او همچنین در تولیدات برادوی Capeman و تئاتر نمایش راکی هارور ظاهر شد. ایلرز در تور بین المللی The Who's Tommy و تور ملی "اجاره" ظاهر شده است. او به تازگی در "بر روی پاهایت" و در مرکز تئاتر GEVA در روچستر با "The Heights" در برادوی حضور داشت و در آنجا نقش ابوئلا کلودیا را بازی کرد.

## فیلم‌ها
- از این سو تا آن سوی دنیا (۲۰۰۷)
- پاساژ آمریکایی (۲۰۰۸)